# Кодало
Кодало (груз. ქოდალო) — село в Грузії.
За даними перепису населення 2014 року в селі проживає 346 осіб.